# Carles
Carles és un nom propi masculí, d'origen germànic i molt estès en català i moltes altres llengües. Les seves variants femenines són Carlota, Carla o Carolina.
Carles prové de l'arrel protogermànica karal, terme usat per referir-se a un home lliure que no pertanyia a la noblesa.
El significat del variant femení Carla és "La dona forta", és un nom que pren el seu origen del germànic "Karl" i és la forma femenina del nom Carles.

## En altres llengües
- Afrikaans: Charl
- Alemany: Karl
- Anglès: Charles, Carl, Charlie
- Àrab: كيرولوس (Kirollos)
- Basc: Karol, Karla, Karlos
- Bretó: Charlez
- Búlgar: Карл (Karl)
- Castellà: Carlos
- Francès: Charles, Charlot
- Gallec: Carlos
- Grec: Κάρολος (Karolos)
- Hongarès: Károly
- Italià: Carlo
- Llatí: Carolus
- Polonès: Karol
- Portuguès: Carlos
- Rus: Карл (Karl)
- Suec: Karl, Carl

## Personatges destacats
- Carles Martell (686 – 741), majordom de palau dels regnes francs d'Austràsia, Nèustria i Borgonya.
- Carlemany (Carles el Gran) (742-814), rei dels francs i emperador.
- Carles el Calb (823-877), rei de França occidental i emperador.
- Carles I d'Anjou (1227-1285), rei de Sicília i Nàpols, i rei titular d'Albània i Jerusalem.
- Carles el Bell (1295 - 1328), rei de França i Navarra.
- Carles de Viana (1421-1461), príncep d'Aragó i infant de Navarra.
- Carles V (1500-1558), emperador, rei de Castella i Lleó, Aragó, Sicília i Nàpols, Arxiduc d'Àustria i comte de Barcelona.
- Carles II l'Embruixat, rei de Castella, Aragó, Nàpols i Sicília, i comte de Barcelona.
- Arxiduc Carles (1685-1740), emperador, rei d'Aragó, València, Mallorca, Sardenya, Sicília i Nàpols, i comte de Barcelona.
- Charles Darwin (1809-1882), naturalista anglès
- Charles Dickens (1812–1870), escriptor britànic.
- Karl Marx (1818–1883), filòsof, economista, polític, sociòleg i revolucionari alemany.
- Charles Chaplin (1889-1977), actor, director i productor.
- Carles Riba (1893-1959), escriptor i poeta català
- Karol Wojtyła (1920-2005), papa de l'Església Catòlica amb el nom de Joan Pau II.
- Chuck Berry (1926-) és un compositor, intèrpret i guitarrista nord-americà
- Carles Rexach (1947-), futbolista i entrenador català.
- Carles Checa (1972-), pilot català de motociclisme.
- Carles Moyà (1976-), jugador de tennis mallorquí.

### Sants i beats
- Beat Carles I de Flandes, comte de Flandes.
- Beat Carles de Blois, duc de Bretanya al s. XIV.
- Beat Carles de Montegranelli, eremita i fundador.
- Sant Carles Borromeo, (1538–1584), cardenal i reformista de l'Església Catòlica.
- Beat Carles I d'Àustria i IV d'Hongria, emperador d'Àustria, mort en 1922.
- Beat Charles de Foucauld, noble i etnòleg francès, anacoreta a Algèria.

Santoral:
Sant Carles és el dia 4 de novembre.